# 蔡豹
蔡 豹（さい ひょう、269年 - 320年）は、中国の東晋初期の軍人。字は士宣。本貫は陳留郡圉県。

## 経歴
陰平郡太守の蔡宏の子として生まれた。河南郡丞を経て、長楽郡や清河郡の太守を歴任した。西晋末の乱を避けて江南に渡り、東晋の元帝により振武将軍・臨淮郡太守に任じられた。祖逖が徐州刺史となると、蔡豹はその下で徐州司馬となった。祖逖が豫州刺史に転じると、蔡豹は建威将軍・徐州刺史に進んだ。大興元年（318年）、彭城国内史の周撫が沛国内史の周黙を殺害して後趙に降ると、蔡豹は劉遐や徐龕らとともに周撫を攻撃した。
大興2年（319年）、徐龕が泰山郡で反乱を起こすと、蔡豹は羊鑑・侯礼・劉遐・段文鴦らとともに徐龕を討つべく兵を発した。大興3年（320年）、羊鑑らの諸将は、下邳に進軍すると、前進しようとしなかった。蔡豹は檀丘で徐龕を破った。徐龕は後趙に遣使して救援を求め、石勒は王伏都らを派遣して徐龕を救援させたが、徐龕に対する石勒の要求は過大であり、また王伏都が徐龕の妻に手を出すなどしたため、徐龕は王伏都を殺して再び東晋に降伏しようとした。元帝は徐龕の反覆常なき無節操な態度を憎んで、蔡豹と羊鑑に進軍を求めた。羊鑑や劉遐らは上表して進軍命令を聞かず、このため蔡豹も進むことができなかった。元帝は業を煮やして治書御史の郝嘏を行台として派遣し、進軍を催促させた。蔡豹も進軍を望んでいたため、頑として進軍を許可しない羊鑑の更迭を求めた。刁協が羊鑑を免官させ、蔡豹に先鋒を委ね、羊鑑の兵を蔡豹に配属させるよう上奏した。蔡豹は進軍して卞城に拠り、徐龕に迫ろうとした。後趙の石虎が鉅平に駐屯し、蔡豹を攻めようとしたため、蔡豹は夜間に逃走し、下邳に撤退した。徐龕が蔡豹の輜重を奪うべく檀丘に襲撃してくると、将軍の留寵と陸党が奮戦して、戦死した。
蔡豹が敗れると、帰朝して敗戦の罪を謝そうとしたが、北中郎の王舒に止められ、下邳に留まった。元帝は蔡豹の敗退を聞いて、収監しようと使者を発した。使者が到着すると、王舒は夜間に兵を発して蔡豹を包囲した。蔡豹は部下を率いて応戦しようとしたが、元帝の詔があると聞いて中止した。蔡豹は王舒に捕らえられ、建康に送られて、斬られた。享年は52。遺体は3日間市に晒された。
子はなく、兄の子の蔡裔（字は元子）が散騎常侍・兗州刺史・高陽郷侯となった。

## 伝記資料
- 『晋書』巻81 列伝第51